# Sindh
Der Sindh (Sindhi in arabischer Schrift سنڌ; Urdu سندھ) ist eine der vier pakistanischen Provinzen. Die traditionellen Hauptstädte Hyderabad und Thatta wurden 1936 von Karatschi abgelöst. Der Sindh ist mit 55 Millionen Einwohnern relativ stark bevölkert, wobei schon die Bevölkerung von Karatschi auf bis zu 20 Mio. Menschen geschätzt wird. Der Sindh ist in 23 Distrikte unterteilt.

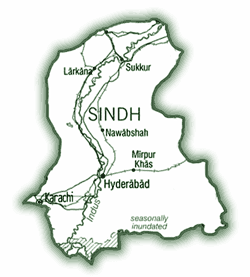
Sindh

Auf Sanskrit wird der Indus Sindhu („Ozean“) genannt, weil der Fluss so groß ist. Hiervon ist der Name der Provinz abgeleitet. Die Assyrer nannten die Region im 17. Jahrhundert v. Chr. Sinda, die Perser Abisind.

## Geografie
Der Sindh grenzt – im Uhrzeigersinn, beginnend im Westen – an die Provinzen Belutschistan und Punjab, an die indischen Bundesstaaten Rajasthan und Gujarat sowie an das Arabische Meer. Geografisch ist es die drittgrößte Provinz Pakistans mit einer Nord-Süd-Ausdehnung von 579 km und 282–442 km in Ost-West. Die Wüste Thar begrenzt den Sindh nach Osten, das Kirthargebirge im Westen. Die Ebene im Zentrum wird vom Indus durchflossen.
In der Provinz Sindh gibt es zwei große Seehäfen, beide auf dem Gebiet der Stadt Karatschi (12,3 Mio. Einwohner), ebenso den größten Flughafen Pakistans: Jinnah International Airport. Weitere bedeutende Städte (von insgesamt rund 160) in der Provinz sind Hyderabad (1,2 Mio. Ew.), Sukkur (430.000 Ew.), Larkana (379.000 Ew.) und Mirpur Khas (124.000 Ew.). Die Landbevölkerung lebt vor allem vom Anbau von Baumwolle, Weizen und Zuckerrohr, in der Nähe des Indus auch großteils vom Reisanbau. Der Landstrich ist für seine schmackhaften Bananen und Mangos berühmt. Karatschis Küstengewässer sind sehr fischreich und gehören zu den besten Fanggebieten der Welt für Krebse, Garnelen und Großfische.

### Distrikte
Daten aus:
| 1. Badin 2. Dadu 3. Ghotki 4. Hyderabad 5. Jacobabad 6. Jamshoro 7. Karatschi Zentrum 8. Kashmore 9. Khairpur 10. Larkana 11. Matiari 12. Mirpur Khas 13. Naushahro Feroze 14. Shaheed Benazirabad 15. Qambar Shahdadkot 16. Sanghar 17. Shikarpur | 18. Sukkur 19. Tando Allahyar 20. Tando Muhammad Khan 21. Tharparkar 22. Thatta 23. Umerkot 24. (22.) Sujawal 25. (7.) Karatschi Ost 26. (7.) Karatschi Süd 27. (7.) Karatschi West 28. (7.) Korangi 29. (7.) Malir |

Die 23 Distrikte der Provinz Sindh(inzwischen gibt es 29 Distrikte)

- Siehe auch: zu Größenangaben und Einwohnerzahlen den Absatz im Artikel Verwaltungsgliederung Pakistans

### Städte
| - Ghotki - Dadu - Hala - Daharki - Diplo - Hyderabad - Jacobabad - Jamshoro | - Karatschi - Kashmore - Khairpur - Kotri - Larkana - Matli - Mehar - Mirpur Khas | - Mithi - Mehrabpur - Moro - Nasarpur - Nawabshah - Naushahro Feroze (Padidan) - Shahdadkot | - Raharki - Ranipur - Ratodero - Sanghar - Sehwan Sharif - Sekhat - Shikarpur - Sobhodero | - Sukkur - Rohri - Tando Jam - Tando Adam Khan - Thatta - Umarkot |

## Bevölkerung
Die Provinzsprache ist Sindhi, eine indoarische Sprache, die in arabischen Buchstaben geschrieben wird und mit Sanskrit verwandt ist. Sindhi wird laut Volkszählung von 1998 von 59,7 % der Bevölkerung gesprochen, insbesondere im ländlichen Raum (92,0 %). Weitere verbreitete Sprachen sind Urdu (21,1 %, besonders in Karatschi), Panjabi (7,0 %) und Paschtunisch (4,2 %)
Die Alphabetisierungsrate in den Jahren 2014/15 bei der Bevölkerung über 10 Jahren liegt bei 60 % (Frauen: 49 %, Männer: 70 %) und ist damit die zweithöchste unter den 4 Provinzen des Landes.
Die Einwohner sind zu 91,3 % muslimischen Glaubens, daneben gibt es 6,5 % Hindus (1941 waren es noch 25,3 %) und 1,0 % Christen.
2017 lebten 52 % der Bevölkerung in Städten.

### Bevölkerungsentwicklung
Zensusbevölkerung von Sindh seit der ersten pakistanischen Volkszählung im Jahr 1951.
| Zensusjahr | Einwohnerzahl |
| ---------- | ------------- |
| 1951       | 6.047.748     |
| 1961       | 8.367.065     |
| 1972       | 14.155.909    |
| 1981       | 19.028.666    |
| 1999       | 30.439.893    |
| 2017       | 47.893.244    |
| 2023       | 55.696.147    |

## Klima
Allgemein subtropisch geprägt, sind die Sommer heiß, die Winter dagegen mit Mindestwerten von bis zu 2 °C im Dezember und Januar gebietsweise sehr kalt. Regen fällt hauptsächlich im Juli und August. Die Region wird von beiden indischen Monsunen beeinflusst, dem Südwestmonsun vom Indischen Ozean, der von Mitte Februar bis September wetterbestimmend ist, und dem Nordostmonsun, der von Oktober bis Januar aus dem Himalaya bläst. Im Sindh fällt wenig Regen, die Landwirtschaft ist auf die Bewässerung der Felder durch die Überflutung durch den Indus angewiesen. Der Fluss tritt während der Schneeschmelze im Himalaya und dem Monsunregen im Norden regelmäßig über die Ufer, durch den Bau von Dämmen wurde der Fluss aber in den letzten Jahren immer mehr reguliert.
Klimatisch muss man den Sindh jedoch in drei Regionen einteilen. Siro, das Gebiet um Jacobabad wird vom thermischen Äquator durchzogen. Der Temperaturrekord hält das Jahr 1919 mit 53 °C. Die Luft ist gewöhnlich sehr trocken. Frostige Temperaturen im Winter sind normal. Das Wetter in Wicholo, dem mittleren Teil des Sindh um Hyderabad besteht aus trockenen, heißen Tagen und kalten Nächten. Die maximale Temperatur beträgt 43 bis 44 °C. Lar, das Gebiet um Karatschi ist von feuchtem, maritimem Klima geprägt. Die Höchsttemperaturen betragen 35 bis 38 °C bei stetigem Wind im Sommer aus Südwest und im Winter aus Nordost und wenig Regen. Auf den höchsten Bergen des Kithargebietes können die Temperaturen bis gegen 0 °C fallen, und ab und zu fällt im Winter auch Schnee.

## Geschichte

Indien im späten 18. und 19. Jahrhundert

Erste Zeugnisse menschlicher Besiedlung werden in die Zeit um 7000 v. Chr. eingeordnet. Um 4000 v. Chr. zogen nichtarische Gruppen über das iranische Plateau und siedelten im Industal; erste Zentren waren Amri und Kot Diji – sie erlebten ihre Blütezeit um 3000 v. Chr. Von etwa 2800 bis 1800 v. Chr. entwickelte sich die sogenannte Indus-Kultur; diese ist, sowohl im Umfang als auch in der Zahl der Bevölkerung, ebenso bedeutend wie die ägyptische oder die mesopotamische Kultur. Die Gruppen im Industal bevölkerten einen großen Teil des heutigen Pakistan. Über den Untergang dieser Zivilisation kann nur spekuliert werden, er ist aber sicher eng mit der vorrückenden Besiedlung durch Indogermanen aus Persien, internen Konflikten und vielleicht auch mit Erdbeben oder Flutkatastrophen verknüpft.
Ein Teil dieser neuen Siedler, einer indoarischen Gruppe, siedelte um 1500 v. Chr. im Gebiet zwischen Sarasvati und Ganges; später drangen sie auch in das Gebiet des Indus vor. Ihre Nachkommen formten in der Folgezeit die Kultur Südasiens.
Im 6. Jahrhundert v. Chr. wurde der Sindh von Truppen des persischen Achämenidenreichs erobert und zu einer Provinz des Hindusch, dessen Zentrum im Norden, im ‚Fünfstromland‘ (Punjab), lag. Alexander der Große annektierte 325 v. Chr. das Gebiet und wurde nach seinem Tod von den Maurya abgelöst, die 305 v. Chr. den Sindh durchquerten. Später, während der Herrschaft des Königs Ashoka wurde die Region buddhistisch geprägt. Der Buddhismus blieb auch während der folgenden Jahrhunderte bestimmend, bis muslimische Araber unter Muḥammad ibn al-Qāsim in den Jahren 711–714 n. Chr. durch einen Feldzug die Kontrolle über das Gebiet übernahmen.
Ab 1839 wurde der Sindh (Sind) von der Britischen Ostindien-Kompanie erworben und 1847 der Präsidentschaft Bombay unterstellt. Im Jahr 1936 wurde es eine eigenständige Provinz von Britisch-Indien, welches sich 1947 in die Staaten Indien und Pakistan spaltete.

## Wirtschaft
Sindh ist gemessen am Bruttoinlandsprodukt pro Einwohner die Wirtschaftsstärkste (2010: $1,400 pro Einwohner) unter den 4 Provinzen in Pakistan. Es bestehen unter anderem Industrien des Maschinenbaus und der Zementherstellung. Es gibt außerdem geförderte Vorkommen von Erdgas, Öl und Kohle.
Sindh nimmt für Pakistan eine wichtige Rolle in der Landwirtschaft und Fischerei ein. Unter anderem 42 % des landesweiten Reisanbaus und 23 % des landesweiten Anbaus der Baumwolle erfolgen in Sindh. Allerdings herrscht auch in Sindh eine große Lücke zwischen Arm und Reich. Die Landwirtschaft befindet sich noch immer weitgehend in der Hand von Großgrundbesitzern. Bereits vor der Überschwemmungskatastrophe in Pakistan 2010 war beispielsweise ein Fünftel der Kinder und Jugendlichen mangel- und unterernährt.

## Politik
Der Innenminister von Sindh ist Zulfiqar Mirza. Die Pakistanische Volkspartei hat in Sindh ihre größte Wählerschaft und ist stärkste Partei. Das Parlament wird gewählt und besteht aus 168 Sitzen.
1972 gründete G. M. Syed die nationalistische Bewegung Sindhudesh, die für einen unabhängigen Staat Sindh kämpft und eine eigene nationale Identität der Sindhis in Abgrenzung zu den Urdu sprechenden Muhajir behauptet.